# Jean de Lattre de Tassigny

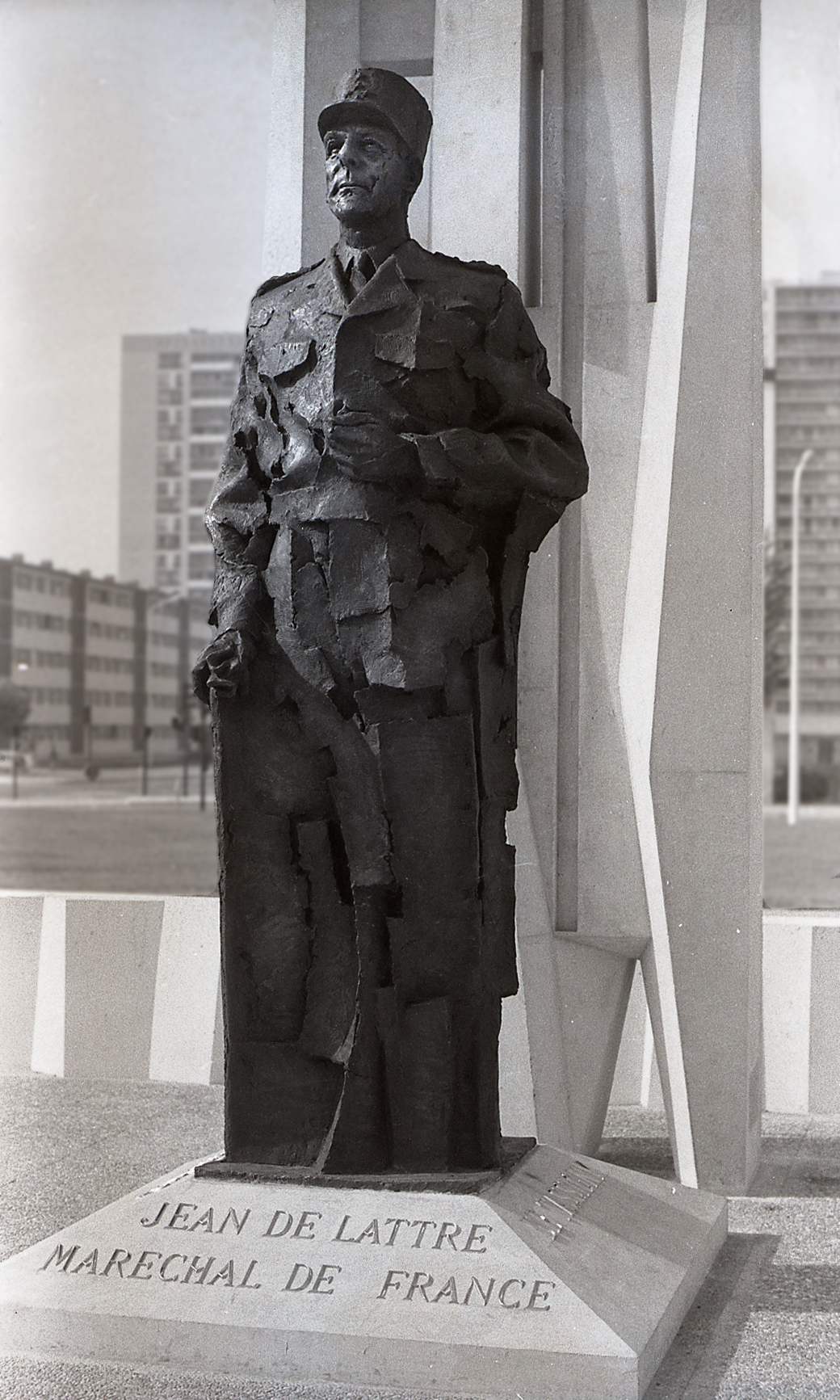
Pomnik marsz. Jeana de Lattre de Tassigny'ego w Mantes-la-Jolie

Jean Joseph Marie Gabriel de Lattre de Tassigny (ur. 2 lutego 1889 w Mouilleron-en-Pareds, zm. 11 stycznia 1952 w Paryżu) – francuski wojskowy, Marszałek Francji (pośmiertnie).

## Przebieg służby
Dowódca dywizji w kampanii 1940 roku. Później generał armii Vichy; w 1941 naczelny dowódca wojsk francuskich w Tunezji. W 1942 roku dowódca dywizji we Francji kontynentalnej. Za próbę stawiania oporu wkraczającym w listopadzie 1942 roku Niemcom do strefy nieokupowanej, został aresztowany, zdegradowany i skazany na długoletnie więzienie. W 1943 roku zbiegł z więzienia. Od 1943 w siłach zbrojnych Wolnej Francji; dowódca francuskiej 1 Armii Francuskiej.
Reprezentował swój kraj przy podpisaniu w Berlinie aktu bezwarunkowej kapitulacji Niemiec. Zagroził samobójstwem, kiedy początkowo odmówiono mu prawa do podpisania dokumentu i wywieszenia francuskiej flagi (dzień wcześniej w Reims przedstawiciel Francji był tylko świadkiem podpisania „wstępnego protokołu kapitulacji”). Podpisujący akt kapitulacji w imieniu zwyciężonych Niemiec feldmarszałek Wilhelm Keitel skomentował obecność de Tassigny'ego w ten sposób, że powinien on złożyć podpis po obu stronach – składających i przyjmujących kapitulację. W końcu po protokolarnych przepychankach, pozwolono de Tassigny’emu podpisać akt kapitulacji Niemiec (jako świadek, ale również po stronie przyjmujących kapitulację). W rezultacie tych działań Francja otrzymała swoją strefę okupacyjną w Niemczech, status czwartego mocarstwa i stałe miejsce w Radzie Bezpieczeństwa ONZ.
Od 1945 szef Sztabu Generalnego. Francuski przedstawiciel w Sojuszniczej Radzie Kontroli. W 1948 mianowany naczelnym dowódcą Wojsk Lądowych Unii Zachodnioeuropejskiej; w latach 1950–1952 Wysoki Komisarz i naczelny dowódca wojsk francuskich w Indochinach. Pośmiertnie mianowany marszałkiem.

## Awanse
- generał brygady – 1939
- generał dywizji – 1940
- generał korpusu armii – 1942
- generał armii – 11 listopada 1943[2]
- Marszałek Francji – 15 stycznia 1952 (pośmiertnie)

## Odznaczenia

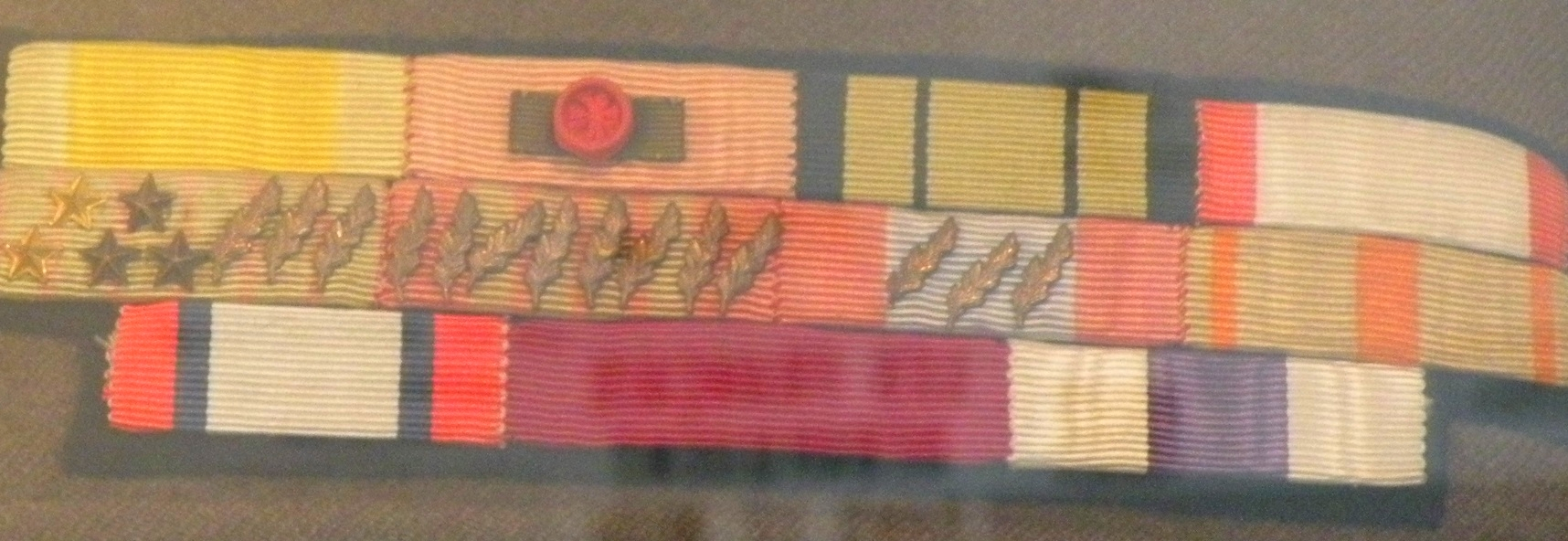
Baretki części odznaczeń gen. de Lattre de Tassigny noszone przez niego na mundurze po zakończeniu II wojny światowej

### Francja
- Krzyż Wielki Orderu Legii Honorowej (Grand Croix Légion d'honneur) – 1945
- Wielki Oficer Orderu Legii Honorowej (Grand Officier Légion d'honneur) – 1940
- Komandor Orderu Legii Honorowej (Commandeur Légion d'honneur) – 1935
- Oficer Orderu Legii Honorowej (Officier Légion d'honneur) – 1920
- Kawaler Orderu Legii Honorowej (Chevalier Légion d'honneur) – 1914
- Order Wyzwolenia (Ordre de la Libération) – 1944
- Médaille militaire
- Krzyż Wojenny 1914–1918 (Croix de Guerre 1914–1918 - trois palmes, deux étoiles de vermeil, deux étoiles en argent et une étoile en bronze) – ośmiokrotnie
- Krzyż Wojenny 1939–1945 (Croix de Guerre 1939–1945 - huit palmes) – ośmiokrotnie
- Krzyż Wojenny TOE (Croix de Guerre Theatres d'Operations Exterieurs - trois palmes) – trzykrotnie
- Medal Zwycięstwa
- Medal Pamiątkowy Wielkiej Wojny
- Medal Kolonialny
- Medal Uciekinierów z Niewoli

### Zagraniczne
- Krzyż Wielki Orderu Wyzwoliciela San Martina (Argentyna)
- Wielka Wstęga Orderu Leopolda (Grand-Cordon Ordre de Léopold, Belgia)
- Krzyż Wojenny (Croix de Guerre, Belgia)
- Krzyż Wielki Orderu Gwiazdy Czarnej (Benin)
- Komandor Orderu Zasługi (Brazylia)
- Krzyż Wielki Orderu Zasługi Wojskowej (Chile)
- Krzyż Wielki Orderu Lwa Białego (Czechosłowacja)
- Krzyż Wojenny Czechosłowacki 1939
- Krzyż Wielki Orderu Dannebroga (Dania)
- Krzyż Wielki Orderu Oranje-Nassau (Holandia)
- Krzyż Wielki Orderu Kambodży (Kambodża)
- Krzyż Wielki Orderu Miliona Słoni i Białego Parasola (Laos)
- Wielka Wstęga Orderu Alawitów (Maroko)
- Krzyż Wielki Orderu Świętego Olafa (Norwegia)
- Krzyż Komandorski Orderu Virtuti Militari (Polska, 1945)[3]
- Order Krzyża Grunwaldu I klasy (Polska, 1946)[4]
- Krzyż Wielki Orderu Sławy (Tunezja)
- Główny Komandor Legii Zasługi (USA)
- Medal Sił Lądowych za Wybitną Służbę (USA)
- Krzyż Wielki Orderu Łaźni (Grand Cross Order of the Bath, Wielka Brytania)
- Krzyż Wojskowy (Wielka Brytania)
- Krzyż Wielki Orderu Narodowego Republiki Wietnamu
- Order Suworowa I klasy (ZSRR)